# Accipiter chionogaster
El gavilán ventriblanco  o gavilán de pecho blanco  (Accipiter chionogaster) es una especie de ave Accipitriforme de la familia Accipitridae. 

## Taxonomía
Considerado como una subespecie del Accipiter striatus, junto con el Accipiter erythronemius y el Accipiter ventralis; diversos autores los han catalogado como  nuevas especies basándose en su diferente morfología, área de distribución y comportamiento

## Descripción
Los machos miden entre 24 y 30 cm de longitud, entre 52 y 58 cm de envergadura y su peso ronda los 110 gr. 
Tienen anchas cortas y anchas y su cola es larga, de forma rectangular y con un barrado grueso en blanco y negro. Las plumas primarias y secundarias son de color blanco, con un barrado en negro. Sus patas son de color amarillo, el pico es negro y su base o ceres, es de color amarillo.
Las partes superiores son de color gris uniforme. El pecho y el vientre son totalmente blancos o con un ligero punteado de color oscuro.

## Hábitat y alimentación
Vive en los bosques y selvas del sur de México, Guatemala, Honduras y norte de El Salvador y Nicaragua; en altitudes de entre los 600 y los 900 m sobre el nivel del mar. Su alimentación consiste casi exclusivamente en pequeñas aves.